# Pieris brassicae
Pieris brassicae, numit popular albiliță, fluturele mare al verzei, fluturele alb al verzei, molia verzei (în mod eronat), sau în India fluturele mare alb al verzei, este un fluture din familia Pieridae. Este o rudă apropiată a fluturelui mic al verzei, Pieris rapae.
Fluturele mare este comun în Europa, Africa de Nord și Asia.

## Distribuție

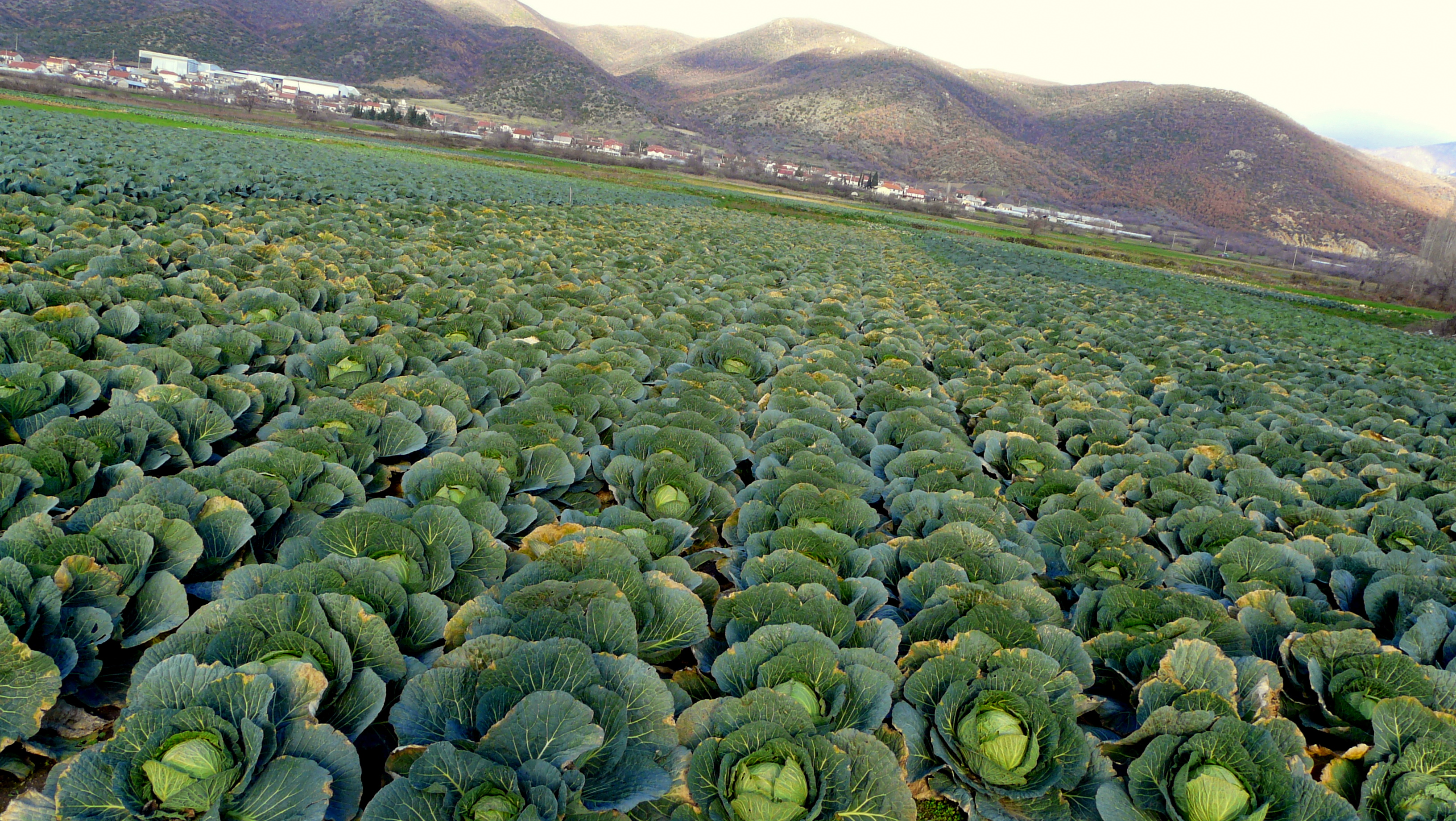
Habitatul P. brassicae, Dojran, Macedonia

Fluturele este comun în toată Europa, nordul Africii și Asia până la Himalaya, de multe ori în zone agricole, pajiști și parcuri. Acesta a reușit să stabilească o populație în Africa de Sud și în 1995 a fost prezis că se va răspândi în Australia și Noua Zeelandă.
În 2010, fluturele a fost observat în Nelson, Noua Zeelandă, unde este cunoscut ca fluturele mare alb. Este clasificat ca un dăunător datorită potențialului efect negativ asupra culturilor agricole. Pentru o perioadă limitată de timp, în octombrie 2013, Departamentul de Conservare a oferit o recompensă în bani pentru capturarea fluturilor. După două săptămâni, publicul a capturat 134 fluturi, câștigând $10 pentru fiecare. Ca urmare a acestei măsuri și a altor mecanisme de izolare, precum 263.000 de căutări în Insula de Sud și eliberarea de viespi prădătoare, fluturele a fost declarat oficial eradicat din Noua Zeelandă în decembrie 2014.

## Morfologie

### Ouă
Ouăle sunt de culoare galben pal. Se transformă într-o nuanță mai închisă de galben în termen de 24 de ore de la depunere. Cu câteva ore înainte de eclozare, ele devin negre, iar coaja devine mai transparentă și larvele sunt vizibile.

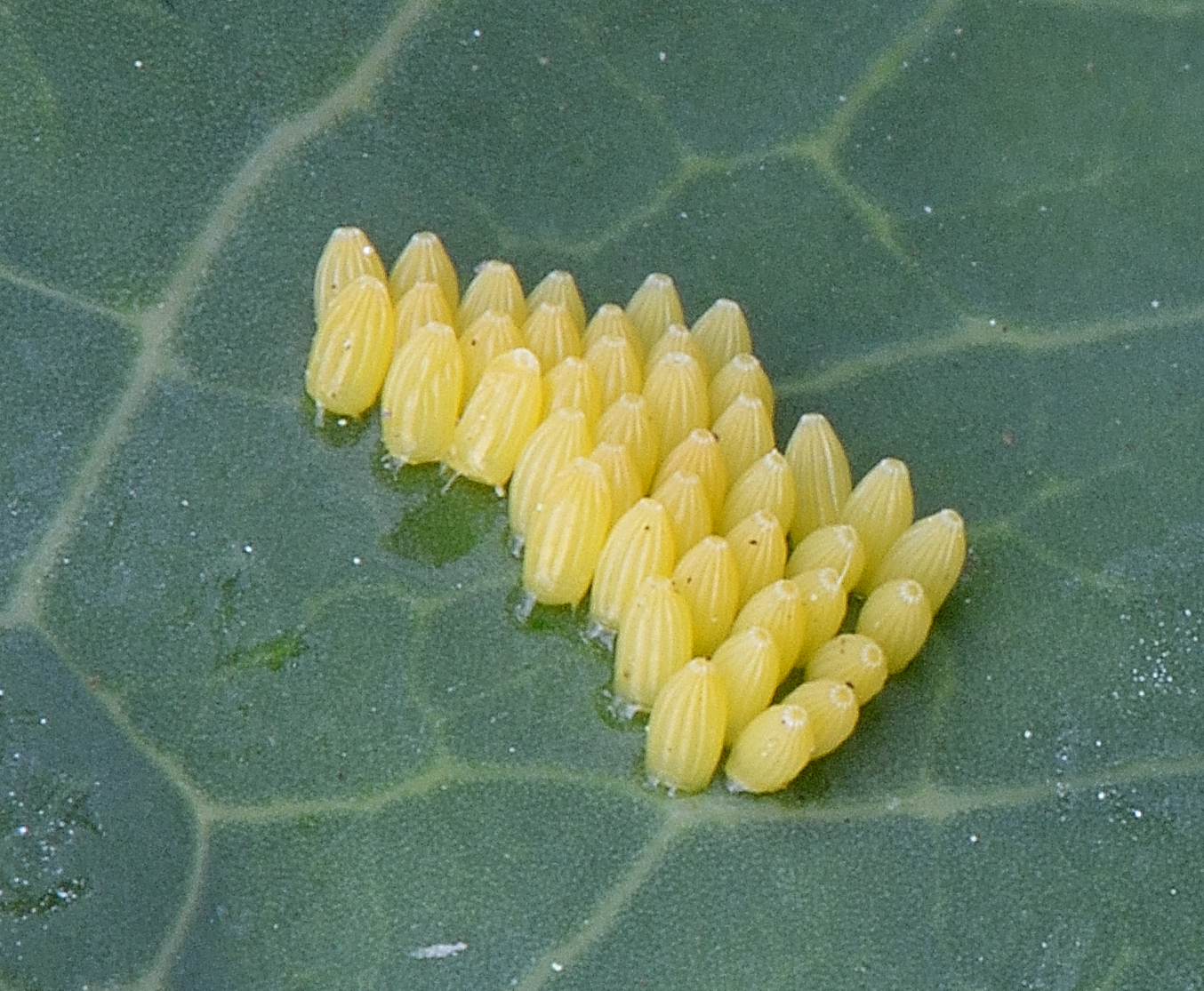
Ouă sub o frunză de conopidă

### Larve
Larvele acestui fluture trec prin patru năpârliri și cinci stadii. Primul stadiu larvar urmează după eclozarea ouălor. Larvele sunt de culoare galben deschis cu capete maro distinctive și au corpul moale. Larvele par ca și cum sunt foarte păroase. După o năpârlire, larvele intră în stadiul al doilea, când au tuberculi acoperiți cu păr negru. În al treilea stadiu de dezvoltare, larvele sunt mult mai active, mănâncă cu lăcomie și cauzează degradarea semnificativă a plantei gazdă. În acest moment, larvele sunt mai galbene la culoare, cu puncte negre pe alocuri. După al treilea stadiu de dezvoltare, larvele trec prin cel de-al patrulea stadiu, similar ca aspect cu al treilea, dar de dimensiuni mai mari și hrănire mai vorace. Larvele sunt cilindrice, robuste și alungite până la al cincilea stadiu de dezvoltare, de culoare galbenă și colorate viu pe abdomen și torace. Ele au capul gri și negru. Acest stadiu necesită cât mai multă mâncare de calitate pentru a le ajuta să se dezvolte complet. În caz contrar, larva moare înainte de a deveni un fluture adult.

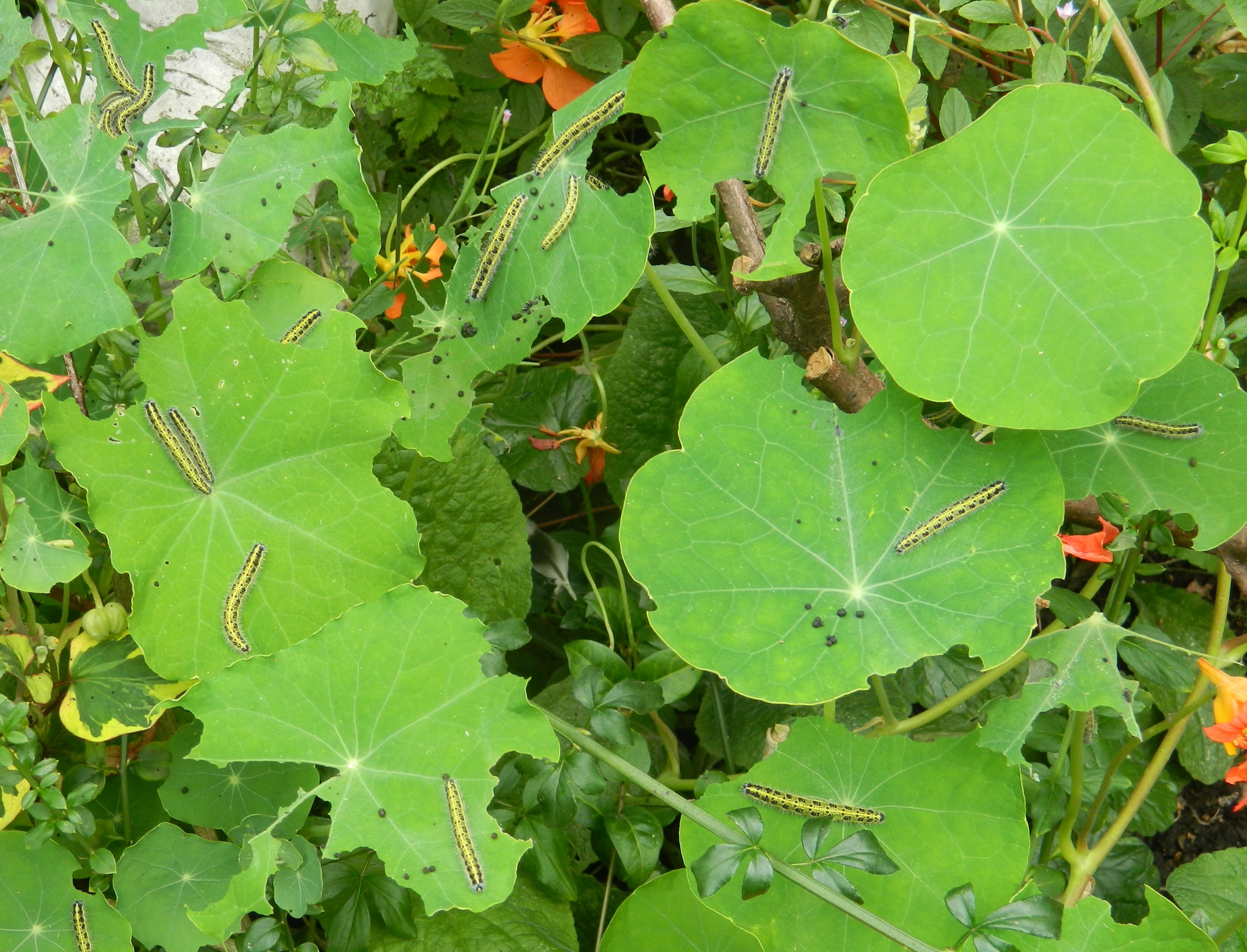
Omizi pe frunze de nasturtium

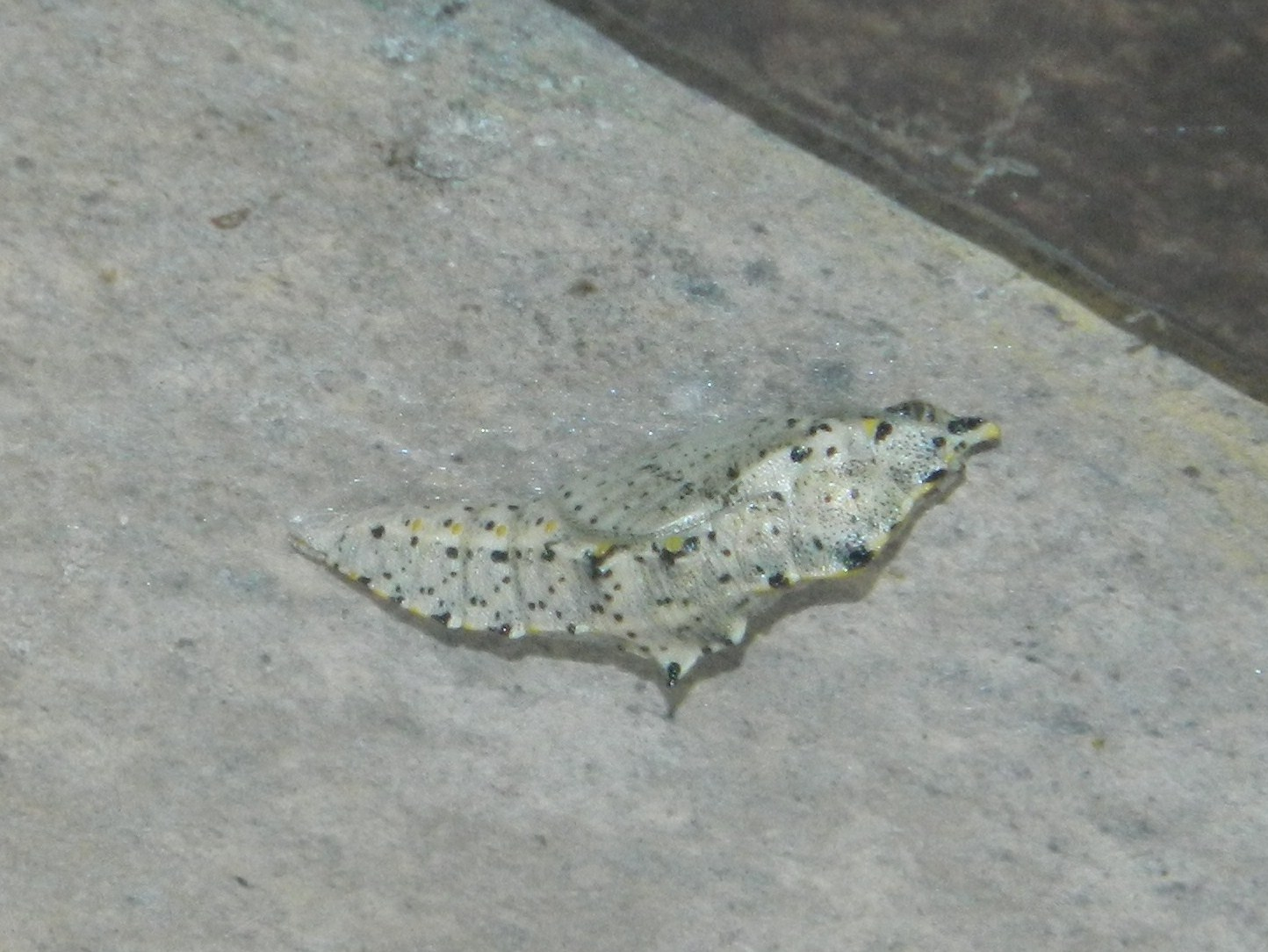
Crisalidă, sub streașina casei

### Adult
Atât pentru masculi, cât și pentru femele, aripile sunt albe cu vârfuri negre pe aripile anterioare. Femela are, de asemenea, două pete negre pe fiecare aripă anterioară. Partea ventrală a fiecărei aripi este de culoare verzuie pal și servește drept camuflaj atunci când fluturele în se află în repaus. Marcajele negre sunt în general mai închise la puietul de vară. Anvergura aripilor ajunge în medie la 5-6,5 cm.

#### Masculul
Partea dorsală a masculilor este alb-crem. Aripa anterioară este stropită cu solzi negri la bază și de-a lungul costa pentru o distanță scurtă. Vârful și zona de mai sus vena 2 sunt mai mult sau mai puțin negre, având o curbă regulată la granița interioară. La unul sau două specimene, un punct mic longitudinal îngust negru a fost găsit în interspațiul 3. Aripa posterioară este uniformă, stropită cu solzi negri la bază, un punct negru mare subcostal înainte de vârf, iar la câteva exemplare s-au găsit solzi care par să se înnegrească spre vârf. Partea ventrală a aripii anterioară este de culoare albă, ușor stropită cu solzi negri la bază. Vârful este lumina maroniu cu o pată mare neagră în exteriorul interspațiului 1 și o alta la baza interspațiului 3. Aripa posterioară este maronie, stropită cu solzi negri mici. Pata subcostală de dinainte de vârf se vede de pe partea dorsală. Antenele sunt negre și albe la vârf. Capul, toracele și abdomenul sunt de culoare neagră, cu câteva fire de păr alb, acolo unde dedesubtul este de culoare albicioasă.

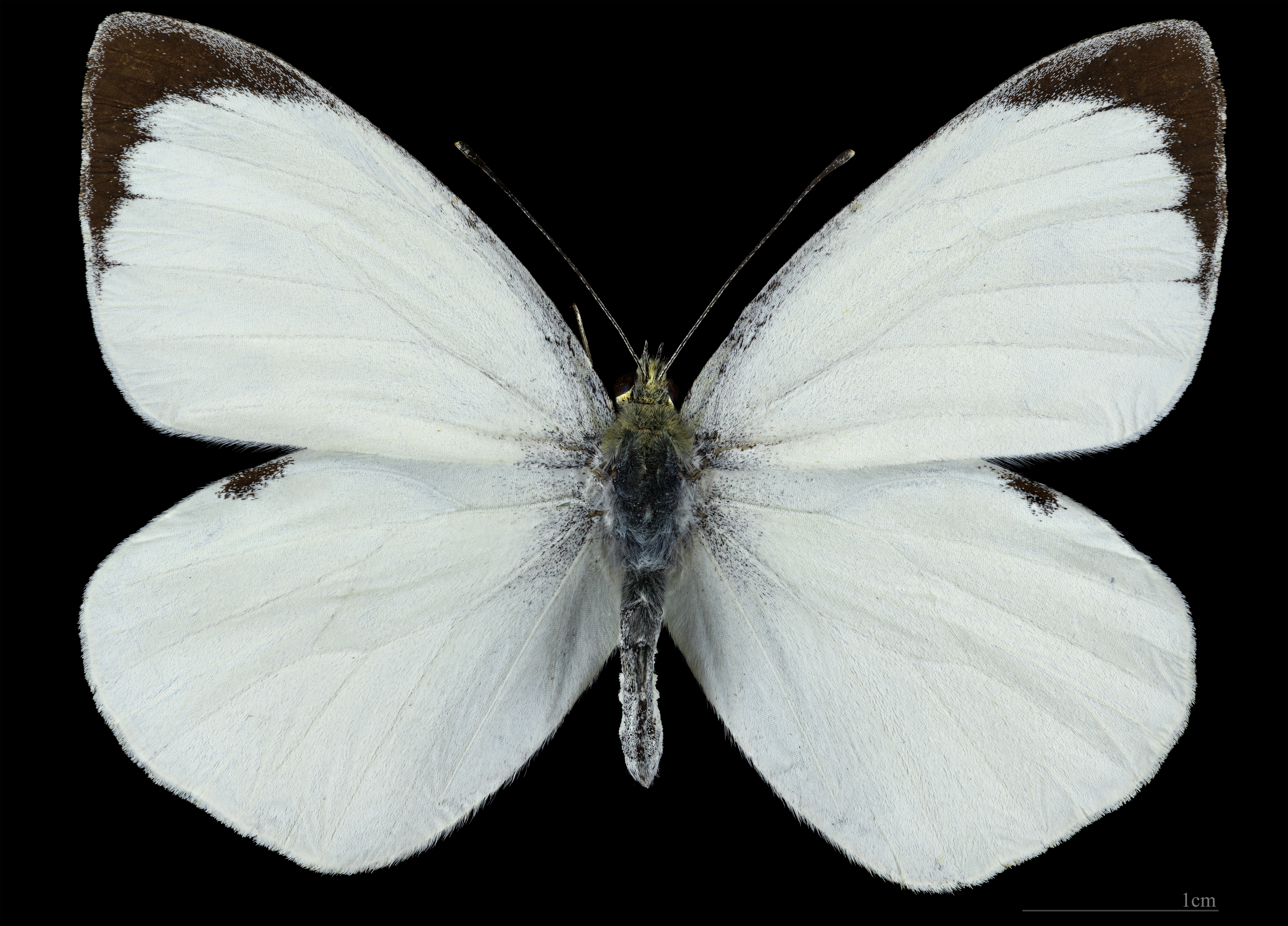
Pieris brassicae ♂
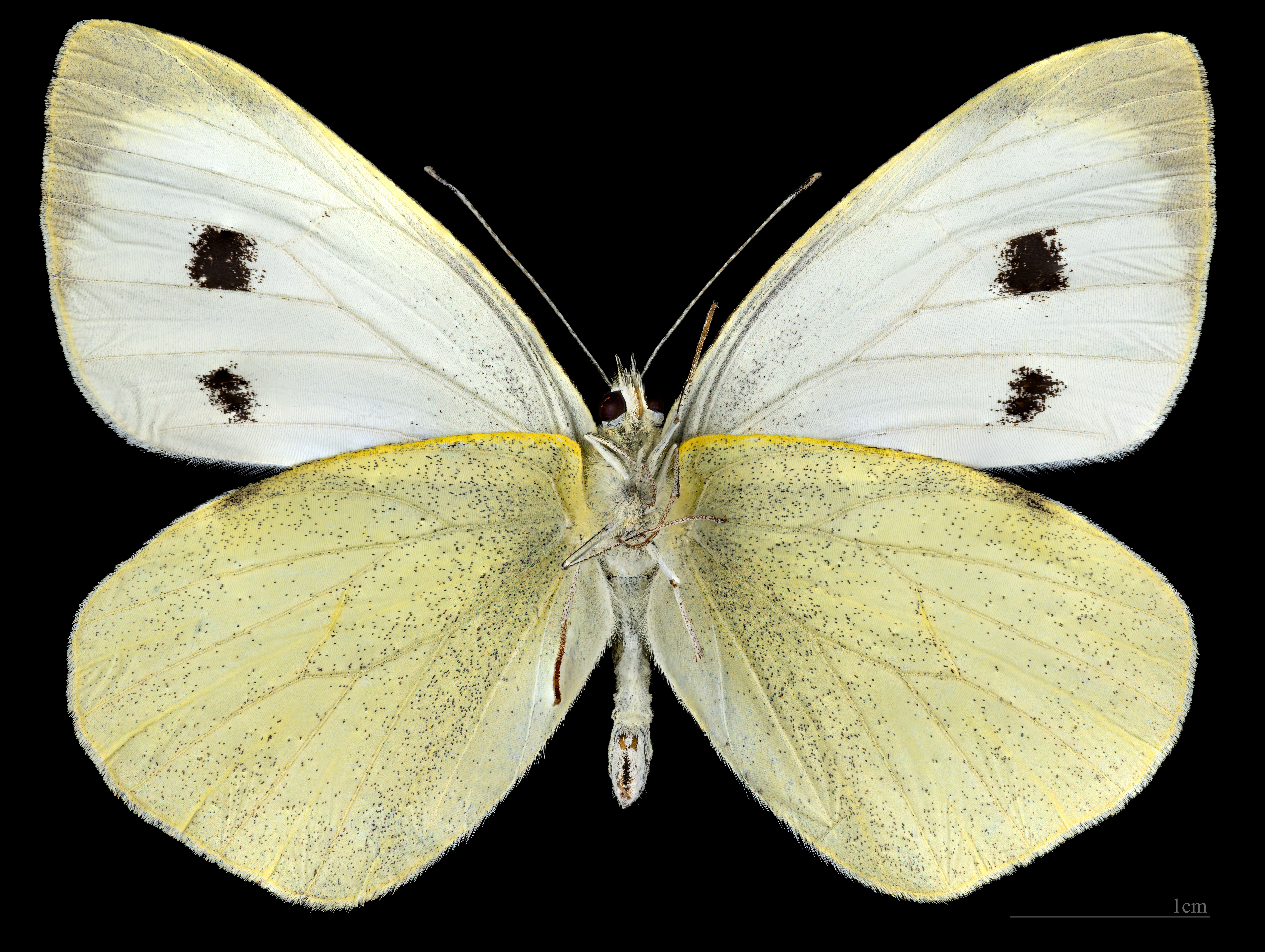
Pieris brassicae ♂  △

#### Femela
Partea dorsală a femelelor este similară cu cea a masculilor, dar solzii negri de la bazele aripilor sunt mult mai extinși. Zona neagră de pe vârf și termen este mai lată, cu marginea interioară mai puțin uniform curbată. Un punct mare negru, evident, există în interspațiul 1 în apropierea interspațiului 3. Pe aripa posterioară, pata subcostală neagră de dinainte de vârf este mult mai mare și mai proeminentă. Partea ventrală este similară cu cea a masculilor, dar vârful aripii anterioare și întreaga suprafață a aripii posterioare este gălbuie, nu maronie. Petele negre de pe aripa anterioară sunt mult mai mari. Antenele, capul, toracele și abdomenul sunt asemănătoare masculilor.

## Habitat
Fluturele mare al verzei trăiește în spații mari, deschise, precum ferme și grădini de legume, datorită existenței surselor de hrană. Unele locuri preferate includ pereți, garduri, trunchiuri de copaci și, de multe ori, plantele alimentare, care sunt importante pentru supraviețuirea sa, deoarece acesta trebuie să aibă acces la sursa sa de hrană pentru supraviețuire. De obicei zboară în jurul acestor locuri, care trebuie să conțină crucifere atât sălbatice, cât și cultivate, precum rapiță, varză sau varză de Bruxelles.

## Reproducere și dezvoltare

### Sistem de reproducere
Acești fluturi pot fi poliandri, dar acesta nu este sistemul de împerechere  predominant. Acest lucru înseamnă că, deși unele femele pot avea mai mult de un partener, cele mai multe au doar un partener de sex masculin la un moment dat într-un sistem de împerechere monogam.
Două generații de fluturi sunt produse în fiecare an. Primul puiet este format din adulți care eclozează în aprilie. Cel de-al doilea puiet este format din adulți eclozați în iulie. Uneori, un al treilea puiet poate apărea târziu în vară, dacă vremea este destul de caldă.

### Ciclul de viață

#### Depunerea ouălor
Femelele depun ouă în grupuri pe partea inferioară a frunzelor, deoarece larvele preferă această morfologie a frunzei față de cea superioară. Pentru depunere, femelele utilizează vârful abdomenului pentru a aranja ouăle în grupuri.
Perioada de dinaintea depunerii ouălor, care durează de la trei la opt zile, oferă suficient timp pentru ca acești fluturi să se împerecheze. Femelele tind să își folosească membrele anterioare pentru a bate pe suprafețele frunzelor pentru a testa dacă planta este adecvată pentru reproducere. Când găsesc o suprafață adecvată, femelele depun ouăle de la două la trei zile după copulație. Depun ouă de șase până la șapte ori în opt zile. Femelele se pot împerechea din nou la aproximativ cinci sau mai multe zile după împerecherea anterioară.

##### Alegerea locațiilor pentru depunerea ouălor
Femelele se bazează pe indicii vizuale, precum culorile plantelor, pentru a decide unde să-și depună ouăle. Sunt favorizate suprafețe verzi pentru depunerea ouălor. Această preferință de culoare ar putea fi din cauza faptului că sursa de hrană acționează și ca plantă gazdă pentru depunerea ouălor.
Cele mai multe femele aleg plante precum buddleia sau mărăcini, care sunt de culoare verde și ideale pentru larve. Aceste plante, folosite pentru depunerea ouălor conțin uleiuri glicozide de muștar, ale căror funcție principală este de a fi hrana necesară supraviețurii larvelor. De exemplu, studii anterioare au arătat că larvele nu supraviețuiesc dacă fluturii adulți depun ouă pe diferite plante gazdă precum fasolea (Vicia faba), deoarece această plantă nu conține substanțe nutritive necesare pentru a ajuta la dezvoltarea larvară.

#### Eclozare
Ouăle eclozează la aproximativ o săptămână după ce au fost depuse, iar larvele trăiesc ca un grup un timp. Perioada de eclozare durează de la două până la șapte ore. După eclozare, larvele provoacă daune mari plantei gazdă prin hrănire.

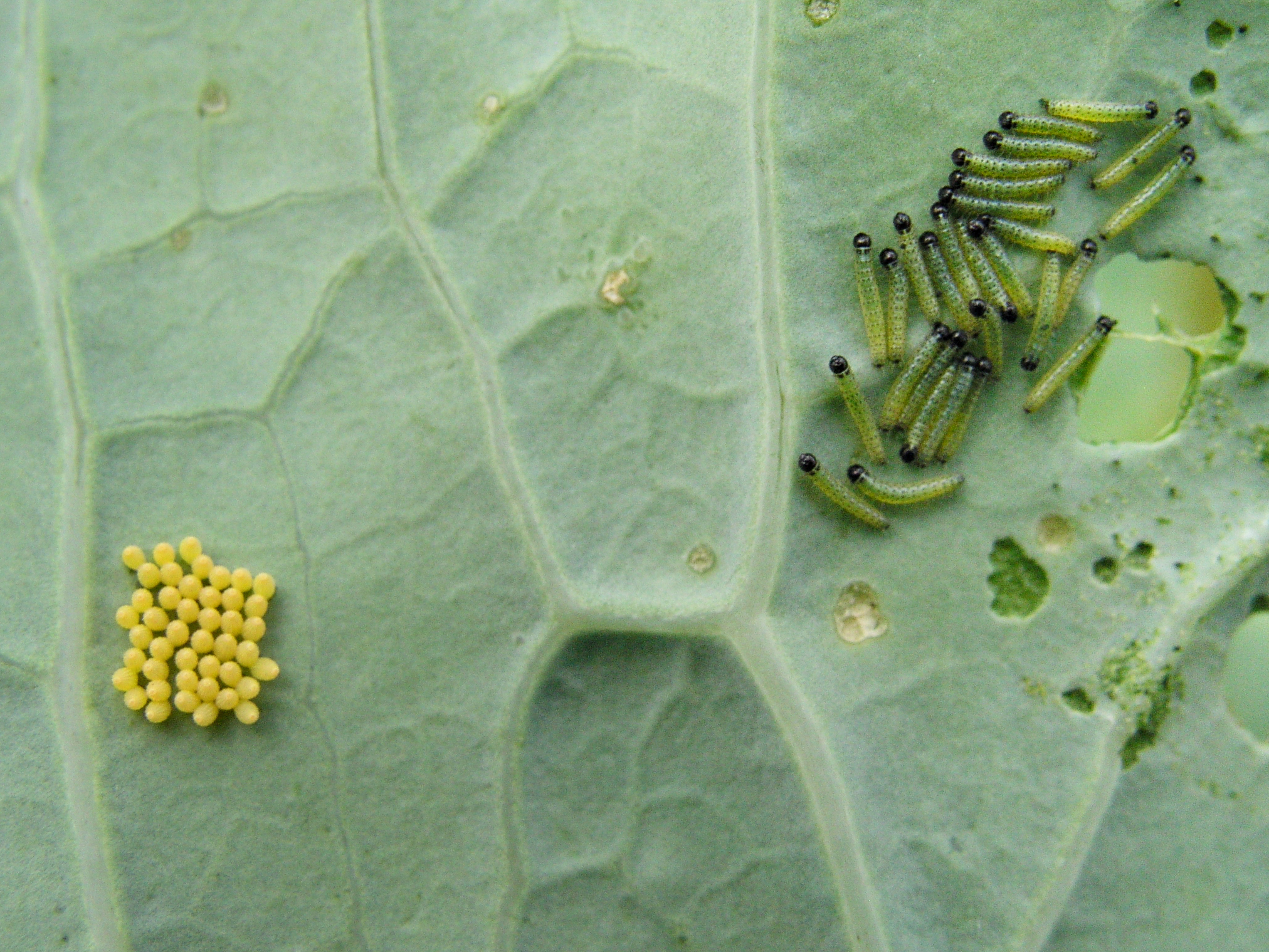
Ouă și omizi proaspăt eclozate

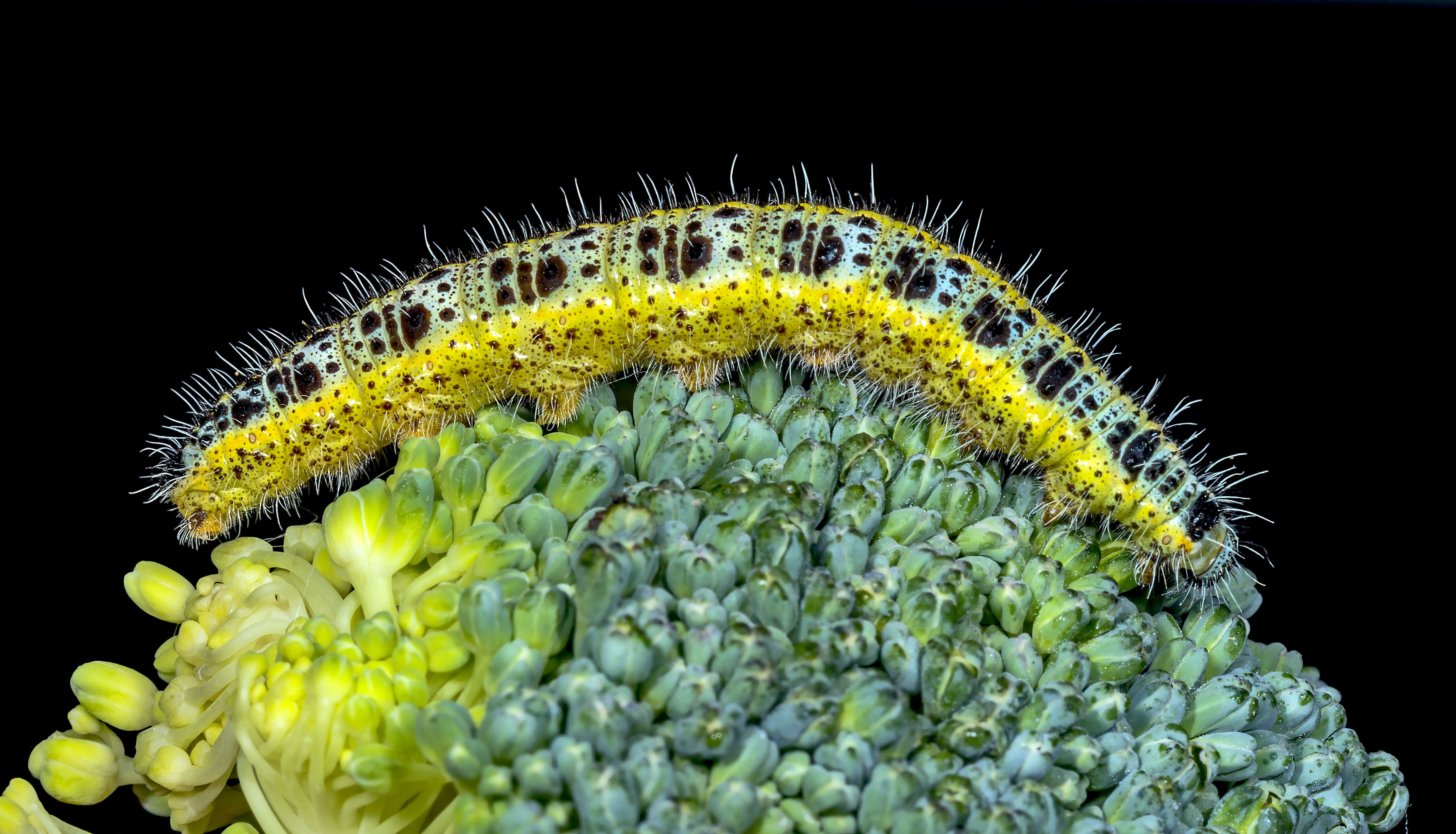
Omidă

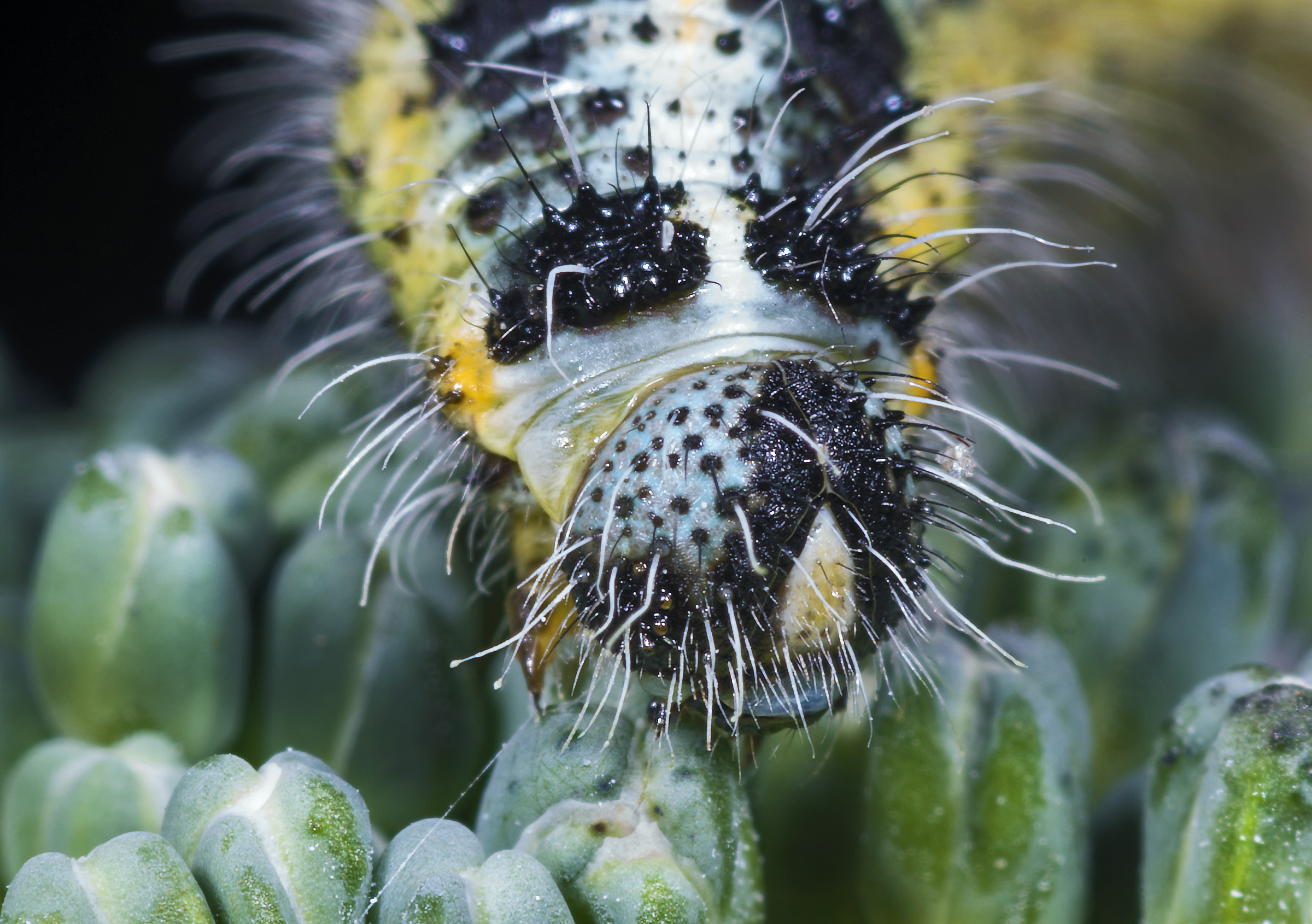
Omidă

## Comportament

### Migrația
Fluturii sunt găsiți în cea mai mare parte din Eurasia, deși există unele fluctuații sezoniere ca urmare a migrației. Populațiile nordice tind să fie crească în timpul sezonului de migrație de vară datorită fluturilor din zonele sudice. Fluturii zboară începând cu primăvara devreme și continuă să migreze până toamna, când vremea devine rece. Acest lucru înseamnă fluturii zboară pe dinstanțe lungi de două-trei ori pe sezon de reproducere.

### Hibernare
Nu s-a observat că acești fluturi ar trăi peste iarnă sau hiberna cu succes în zonele nordice. În schimb, în zonele sudice ei hibernează în perioada rece.

### Comportamentului teritorial
Masculii nu se afișează un comportament teritorial evidențiat. S-a sugerat că acest fapt ar putea fi un motiv pentru care nu există dimorfism sexual observat între masculi și femele.

## Ecologie

### Dietă

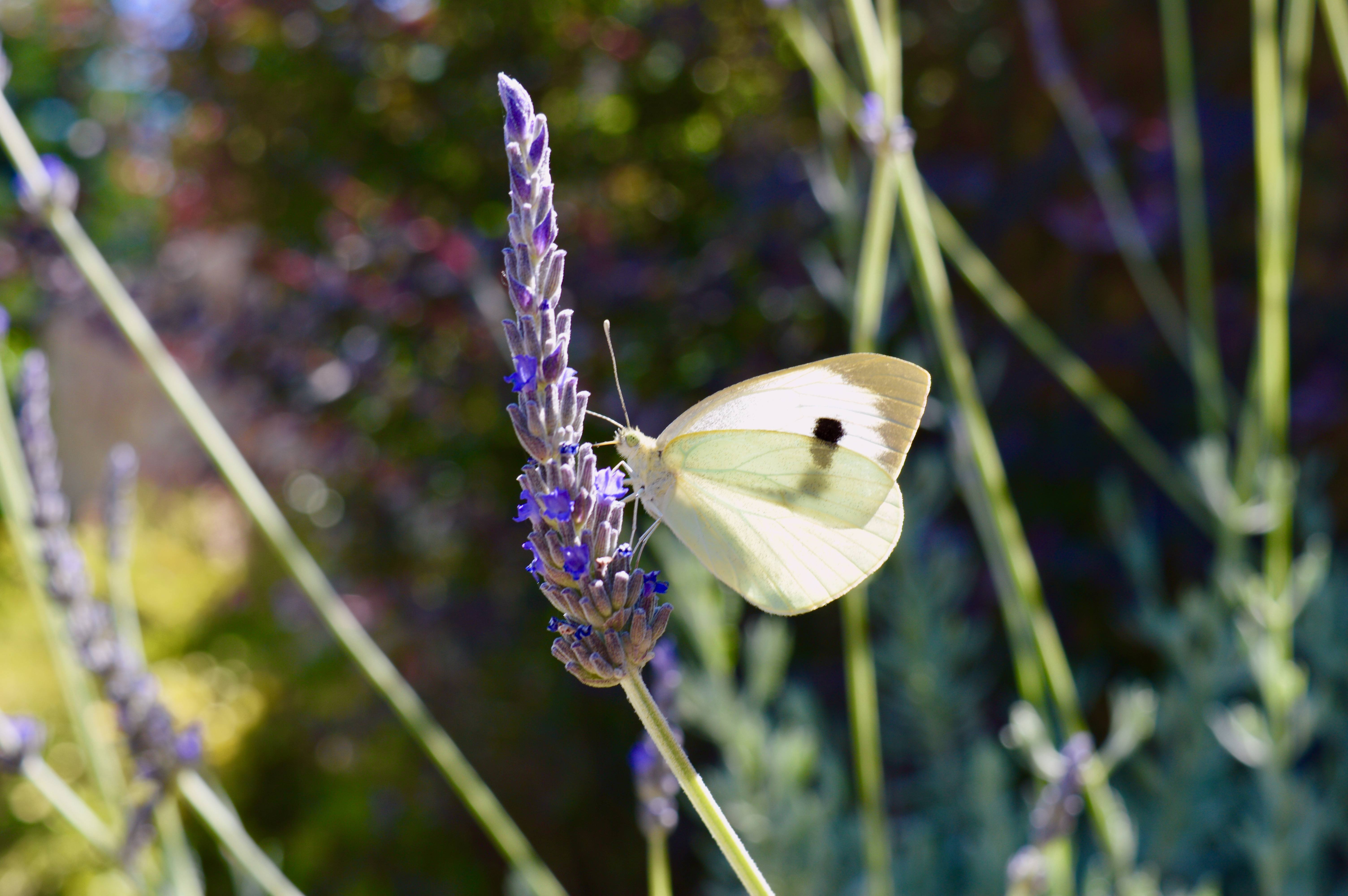
Pieris brassicae pe flori de lavandă, Sounion

Sursele alimentare ale larvei sunt varză, ridichi și partea inferioară a frunzelor. Adulții se hrănesc cu nectar de flori.

### Prădători
Fluturii nu au un grup specific de prădători. În schimb, ei sunt vânați de o gamă largă de animale, ocazional chiar și de plante. Principalii prădători sunt păsările. De asemenea, pot fi prădați de specii din ordine precum himenoptere, hemiptere, coleoptere, diptere, arahnide. Unele specii de mamifere, una de reptile, specii de plante insectivore și specii de amfibieni, precum și alte diverse specii de insecte consumă uneori acești fluturi. Fluturii sunt de obicei consumați ca ouă, larve și imago.

### Aposematism
Fluturii mari ai verzii emit un miros neplăcut care descurajează prădătorii. În plus, aceștia sunt o specie aposematică, ceea ce înseamnă că avertizează prin afișarea de culori, ceea ce are avantaje împotriva prădătorilor. Această colorare aposematică are loc în stadiile de larvă, pupă, și imago, unde uleiurile glicozide toxice de muștar din alimentație sunt stocate în organism. Aposematismul nu este în întregime legat de mimetismul Müllerian, dar larvele par să beneficieze de mai multe alte larve aposematice din alte specii, precum larvele de Papilio machaon.

## Relația cu oamenii

### Rolul de dăunători
Culturile cele mai sensibile la P. brassicae în zone din Europa sunt cele din genul Brassica (varză, muștar și asemenea lor), în special varza de Bruxelles, varza, conopida, gulia, rapița și napul. Atacurile asupra culturilor sunt mai degrabă localizate și pot duce pierderea culturilor chiar în procent de 100% într-o anumită zonă. În plus, din cauza obiceiului de a migra, adulții pot infesta noi locuri care nu au mai fost atacate anterior. Deoarece multe dintre plantele gazdă ale P. brassicae sunt vândute pentru consum, pagubele cauzate de acești fluturi pot provoca o scădere a valorii culturii. Larvele pot săpa tuneluri în capetele de varză și conopide și provoca daune. Populații mari de aceste larve pot, de asemenea, să reducă la nivel de schelet plantele gazdă. În prezent, în zone precum Marea Britanie P. brassicae reprezintă acum o amenințare mai mică ca dăunători din cauza controlului natural și chimic. Cu toate acestea, încă este considerat un dăunător din alte țări europene, în China, India, Nepal și Rusia. Se estimează că acești fluturi duc la pierderea a peste 40% anual din diferite culturi de legume în India și Turcia.